# Pawieł Kułakow
Pawieł Christoforowicz Kułakow (ros. Павел Христофорович Кулаков, ur. 1910, zm. 1979) – radziecki polityk i wojskowy, generał major.

## Życiorys
Od 1929 należał do WKP(b). Od 22 czerwca 1938 był p.o. I sekretarza, a od 11 lipca 1938 do 29 czerwca 1940 I sekretarzem Krasnojarskiego Komitetu Krajowego WKP(b), jednocześnie od 21 marca 1939 do 5 października 1952 pełnił funkcję zastępcy członka KC WKP(b). Od czerwca 1940 do 1942 był głównym kontrolerem Ludowego Komisariatu Kontroli Państwowej ZSRR i jednocześnie do 1953 zastępcą ludowego komisarza/ministra kontroli państwowej ZSRR. W 1942 został naczelnikiem Wydziału Politycznego 65 Armii w stopniu pułkownika, później był szefem Zarządu Politycznego Zachodniego Frontu Obrony Przeciwlotniczej i potem do listopada 1944 szefem Zarządu Politycznego Północnego Frontu Obrony Przeciwlotniczej, 29 maja 1944 otrzymał stopień generała majora. Od listopada 1944 do 1946 wchodził w skład Rady Wojskowej Kijowskiego Okręgu Wojskowego, 1953-1954 był zastępcą naczelnika Zarządu Wojsk Łączności ds. politycznych Ministerstwa Obrony ZSRR, a 1954-1956 zastępcą przewodniczącego KC DOSAAF (Dobrowolnego Towarzystwa Zjednoczenia Armii, Lotnictwa i Marynarki).